# Guy Môquet
Guy Môquet (París, 26 de abril de 1924-Châteaubriant, 22 de octubre de 1941)fue un militante comunista francés, famoso por ser el más joven de los veintisiete prisioneros del campo de Châteaubriant fusilados en represalia por la muerte de Karl Hotz. Ha pasado a la historia como símbolo de los héroes y mártires franceses de la ocupación alemana durante la Segunda Guerra Mundial.

## Biografía
Guy Môquet nació el 26 de abril de 1924 en el distrito 18 de París. Era hijo de Juliette Thelot, concejala de París (1944-1947) y Prosper Môquet , ferroviario, sindicalista y diputado comunista por el distrito 17 de París. Dado que el Partido Comunista Francés (PCF) fue disuelto por el gobierno de Daladier el 26 de septiembre de 1939 por su apoyo al Pacto Molotov-Ribbentrop y su aprobación de la intervención del Ejército Rojo en Polonia, Prosper fue arrestado el 10 de octubre de 1939 y posteriormente expulsado de su cargo y deportado a un campo de internamiento francés en Argelia.
El hermano de Prosper, Henri, conserje de la sede del Partido Comunista, pasó a formar parte de la organización clandestina del partido a finales del verano de 1940. La hermana de Prosper Môquet, Rosalie, era una militante cercana a la dirección del partido. A partir de 1941, fue compañera de Robert Dubois, que sucedió a Arthur Dallidet al frente del comité de cuadros desde la primavera de 1942. Actuó como enlace entre Robert Dubois y la dirección del partido.
Môquet fue alumno del Liceo Carnot, en la misma clase que Gilles Deleuze, era un ferviente militante de las Juventudes Comunistas. El periodista y escritor Pierre-Louis Basse lo describió como un «titi» (una especie de empollón), al que le gustaba bromear pero no le disgustaba escribir poemas, que atraía a las chicas y que estaba dotado para los deportes. Su único rival en la carrera de velocidad era Charles Éboué, hijo de Félix Éboué.

### Comienzo de la guerra
Los comunistas franceses habían adoptado la postura de la URSS, que consideraba la guerra un conflicto imperialista opuesto a los intereses de la clase obrera. Numerosos militantes comunistas, entre ellos el padre de Guy Môquet, fueron apresados por esta negativa bajo la acusación de sabotaje. Tras la derrota francesa, los ocupantes alemanes mantuvieron encarcelados a los comunistas presos bajo la III República. Este hecho afianzó a Guy Môquet en su militancia. Si bien hasta entonces se había mantenido escondido fuera de París con su madre y su hermano, se decide a regresar solo a París en 1939. Reivindica la liberación de su padre y, tras la instauración del régimen de Vichy, prosigue una campaña de oposición al gobierno y distribución de propaganda.
Es arrestado con dieciséis años el 15 de octubre de 1940 en la estación de metro Gare de l'Est por tres policías franceses en el marco del decreto ley Daladier contra la propaganda comunista. Es enviado al campo de Châteaubriand, donde entra en contacto con otros militantes comunistas.
La policía no pudo establecer de forma irrefutable que Guy Môquet hubiera participado en la distribución de octavillas y éste no confesó. El 23 de enero de 1941, la 15ª Cámara Correccional de París condena a René Pignard, René Grandjean y Georges Grünenberger a penas de entre ocho y doce meses de prisión, pero «absuelve al joven Môquet por haber actuado sin discernimiento y se dicta que sea confiado temporalmente a sus padres. El mismo día de su absolución, fue conducido al centro de detención de la Prefectura de Policía de París, donde permaneció hasta el 10 de febrero de 1941, mientras se llamaba al “Bureau des internés” para investigar la pertenencia de Guy a los Jeunesses communistes y decidir si debía ser puesto en libertad o no. Môquet escribió una carta de protesta al fiscal denunciando lo que consideraba «actos ilegales ». Nunca recibió respuesta y fue trasladado a la Maison d'arrêt de la Santé, y después, el 27 de febrero de 1941, a la prisión de Clairvaux.
Finalmente, el 14 de mayo de 1941, fue trasladado, junto con otros 100 internos comunistas de Clairvaux, al campo de Choisel, en Châteaubriant, donde estaban recluidos otros militantes comunistas, generalmente detenidos entre septiembre de 1939 y octubre de 1940. En mayo, 219 militantes comunistas fueron trasladados a Choisel.

### El atentado de Nantes y sus consecuencias
El 20 de octubre de 1941, Karl Hotz, comandante de las tropas de ocupación en Nantes, es ejecutado por jóvenes comunistas. El general von Stülpnagel, comandante de las fuerzas de ocupación en Francia, decide de tomar en represalia a cincuenta rehenes, escogidos por el ministro del interior del gobierno de Pétain, Pierre Pucheu, entre los prisioneros políticos del momento. Cuarenta y ocho rehenes fueron fusilados: dieciséis en Nantes, cinco en Mont-Valérien y veintisiete en Châteaubriant, entre ellos Guy Môquet. La mayoría eran militantes comunistas o sindicales.

## Correspondencia
Durante todo su periodo de detención en Châteaubriand, Guy Môquet mandó una considerable cantidad de correspondencia a su familia cercana. Su escrito más famoso es el poema que dedicó a sus padres y hermanos la víspera de su ejecución y que comienza así:
"Ma petite maman chérie,
mon tout petit frère adoré,
mon petit papa aimé,
Je vais mourir!"
Traducción: 
"¡Mamita mía querida,
hermanito mío adorado,
papaíto mío amado
Voy a morir!"
También son conocidas las líneas dirigidas a una joven del campo de mujeres colindante que dicen: 
"Ma petite Odette,
Je vais mourir avec mes 26 camarades, nous sommes courageux. Ce que je regrette est de n'avoir pas eu ce que tu m'as promis"
Traducción: 
"Mi pequeña Odette,
Voy a morir con mis 26 compañeros, somos valientes. Lo que lamento es que no tendré lo que me has prometido"

## Condecorado a título póstumo
El 28 de diciembre de 1944, el General de Gaulle firmó el decreto por el que se concedía a Guy Môquet la Cruz de la Segunda Guerra Mundial y la Medalla de la Resistencia; el 9 de febrero de 1946, fue nombrado Caballero de la Legión de Honor.

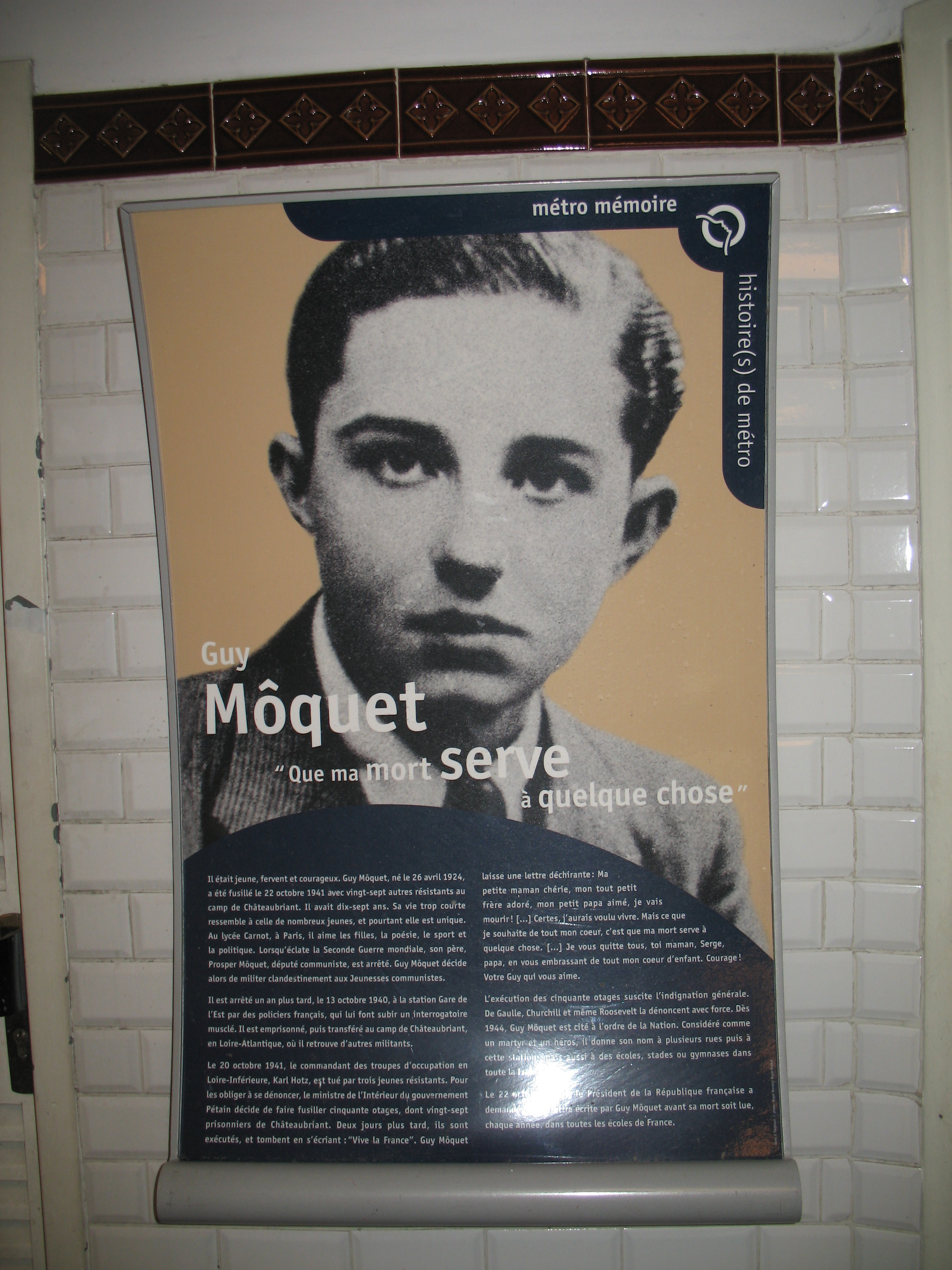
Imagen de Guy Môquet en la estación de metro Guy Môquet en París

- Croix de guerre 1939-1945 ;
- Caballero de la Legión de Honor Caballero de la Legión de Honor en 1946;[14]
- Medalla de la Resistencia Francesa, por decreto de 23 de julio de 1965;[15]
- Muerto por Francia.[16]

## Conmemoraciones
El 22 de octubre de 1944, primer aniversario de los fusilamientos tras la liberación de Francia, el PCF organiza la primera ceremonia de conmemoración, a la que asisten varias fuerzas de la Resistencia. Las ceremonias se repitieron anualmente a partir de entonces, si bien desde 1947 la guerra fría rompió la unidad en dos bandos, el oficial y el comunista, que pasaron a rendir tributos separados. Se volverían a unir en 1981.
En París, el acto principal del 22 de octubre consiste en una reunión ante la casa de la familia Môquet en la calle Baron de París.
Una calle del distrito 17 y una estación de metro fueron bautizadas en su honor en 1946. Fuera de París hay varios edificios y calles con el nombre de Guy Môquet, entre ellos un colegio en Châteaubriand y un estadio en Drancy.
El nombre de Guy Môquet fue evocado por Nicolas Sarkozy en la campaña que le llevaría a la presidencia de Francia. Marie-George Buffet, candidata apoyada por los comunistas, protestó contra lo que consideraba una utilización indebida de su memoria.
En la investidura de Sarkozy, y tras una homenaje a Guy Môquet, el nuevo presidente anunció que haría leer su carta de despedida en todos los colegios del país. Destacó el patriotismo de «un joven de diecisiete años que da su vida por Francia, (...) un ejemplo no sólo del pasado sino para el futuro». La iniciativa suscitó reacciones encontradas, desde la felicitación del Partido Comunista Francés y del diario izquierdista Libération hasta la crítica del Comité de vigilance face aux usages publics de l'histoire (Comité de Vigilancia sobre el Uso Público de la Historia).

## Su historia, en pantalla
Su muerte se recoge en un cortometraje de François Hanss, La Lettre, siendo Môquet interpretado por el joven actor francés Jean-Baptiste Maunier.